# 星宿增三
長蛇座20，又名BD-08 2593，HD 78732、SAO 136622、HR 3641，是長蛇座的一颗恒星，视星等为5.46，位于銀經238.61，銀緯25.4，其B1900.0坐标为赤經9h 4m 42.1s，赤緯-8° 25.4′ 54″。